# Alacranes del Norte
Alacranes del Norte fue un equipo de fútbol salvadoreño. El nombre de la entidad sustituyó al de Nejapa Fútbol Club que fue fundado en 2002 y el cual tenía su sede  en el Polideportivo "Victoria Gasteiz" de la ciudad de Nejapa. 
A partir del Torneo Clausura 2010 de la Primera División, Alacranes tuvo como sede el estadio Gregorio Martínez de la ciudad de Chalatenango. Ese mismo certamen descendió a la Segunda División. Sin embargo, el equipo pasó a la tercera categoría del fútbol salvadoreño de manera automática, pues sus jugadores no se presentaron a dos juegos consecutivos del Torneo Clausura 2011 de la Liga de Ascenso. Por otra parte, el conjunto se encontraba sumido en problemas financieros, y los jugadores recibieron su carta de libertad para buscar otros equipos.

## Palmarés

### Torneos nacionales
Como Nejapa F.C.:
- Segunda División Clausura (1): 2007